# Isepeolus bufoninus
Isepeolus bufoninus är en biart som först beskrevs av Holmberg 1886.  Isepeolus bufoninus ingår i släktet Isepeolus och familjen långtungebin. Inga underarter finns listade i Catalogue of Life.